# O Pasquim
O Pasquim è stato un settimanale (volantino satirico) fondatore della stampa alternativa di Rio de Janeiro. Critico nei confronti della dittatura militare, è considerato il periodico fondatore della stampa alternativa brasiliana.
Da una tiratura iniziale di 20 000 copie, che a prima vista sembrava esagerata, a metà degli anni '70, il settimanale aveva raggiunto l'apice delle 200 000 copie, diventando uno dei maggiori fenomeni di mercato editoriale brasiliano.

## Storia
O Pasquim fu fondato da un eclettico gruppo di giornalisti, satirici e fumettisti, riuniti da varie redazioni di Rio degli anni '60, fra questi: Tarso de Castro, Millôr Fernandes, Jaguar, Ziraldo, Sérgio Cabral e Luis Carlos Maciel. Tuttavia, molti articoli erano stati scritti da corrispondenti internazionali, perché erano in esilio, fra questi: Chico Buarque, Caetano Veloso, Ferreira Gullar e Glauber Rocha. Notizie e saggi teorici furono stampati frammisti ad articoli umoristici e pettegolezzi.
Dal momento del suo lancio nel 1969, questo settimanale era diventato una lettura obbligatoria per una parte influente della popolazione. Il successo di quelle prime pubblicazioni alternative del Brasile diede il via a un boom che sarebbe continuato per tutti gli anni '70.